# Lazarus (песня Дэвида Боуи)
«Lazarus» — песня британского музыканта Дэвида Боуи. Выпущенный 17 декабря 2015 года в виде цифровой загрузки, это был второй сингл его двадцать шестого и последнего студийного альбома Blackstar, вышедшая 17 декабря 2015 года. Это последний сингл Боуи, выпущенный при его жизни. Мировая премьера сингла состоялась на программе BBC Radio 6 Music диджея Стива Ламака в тот же день.
Сингл «Lazarus» стал первым хитом Боуи, попавшим в top-40 американского хит-парада Billboard Hot 100 за более чем 28 лет.
Журнал Billboard включил «Lazarus» в свой Список 100 лучших песен 2016 года (№ 40 в "100 Best Pop Songs of 2016"). Издание  Pitchfork включило песню в свой список 100 best songs of 2016, разместив её напозиции № 5. По результатам ежегодного опроса Pazz & Jop музыкальных критиков издание Village Voice также назвало песню одной из лучших в 2016 году (№ 8).
Видеоклип в 2016 году был номинирован на 3 премии MTV Video Music Awards: Best Art Direction, Best Cinematography и Best Editing, на церемонии 2016 MTV Video Music Awards
и победив в категории «Лучшая художественная работа» (Best Art Direction).

## История
По словам продюсера Боуи Тони Висконти, песня и видео Lazarus, как и другие песни в альбоме, были предназначены, чтобы стать самоэпитафией музыканта, комментарием о его собственной неминуемой смерти.
Официальное музыкальное видео «Lazarus» было загружено 7 января 2016 года на канал Боуи на Vevo на хостинге YouTube. Режиссёром видеоклипа стал шведский музыкант и клипмейкер Йохан Ренк, который ранее снимал для Боуи его клип «Blackstar». В начале клипа Боуи лежит на кровати с глазами-кнопками на смертном одре, а в конце клипа, одетый в сценический костюм периода Station to Station, скрывается в деревянном шкафу. По мнению музыкального и культурного обозревателя Vigilant Citizen, эти два образа символизируют разницу между немощным, умирающим Боуи и вечно молодым Боуи, возвращающимся в потусторонний мир. Кроме того, Priscilla Frank, обозреватель журнала Huffington Post, отмечает, что связь этих образов (Боуи 1976 г., рисующий на полу каббалистическое Древо Жизни, и Боуи 2015 г., лихорадочно пишущий в книге с черной звездой на обложке), отражают многолетний интерес артиста к каббале и западному мистицизму.
Своим жутким гипнотическим ритмом Боуи создаёт новый образ так же убедительно, как он сделал это ранее в образе Зигги и Измождённого Белого Герцога. После смерти певца песня получила более глубокий смысл, и тысячи людей стали ретвитить строки из неё:

Зигги_Стардаст
Дэвид Боуи. «Lazarus»:

Взгляни сюда, я в раю,

На мне есть шрамы, которые нельзя увидеть,

У меня есть драма, и её нельзя украсть,

Все знают меня сейчас.
О, я стану свободным,

Как та синяя птица.

О, я стану свободным,

Разве это не похоже на меня?
Оригинальный текст (англ.)Look up here, I'm in heaven

I've got scars that can't be seen

I've got drama

Can't be stolen

Everybody knows me now
Oh, I'll be free

Just like that bluebird

Oh, I'll be free

Ain't that just like me?.

## Участники записи
Источником информации служит буклет альбома
| Музыканты - Дэвид Боуи — вокал, акустическая гитара, микширование, продюсирование, струнные аранжировки - Тим Лефевр — бас - Марк Гулиана — ударные, перкуссия - Донни Маккаслин — флейта, саксофон, деревянные духовые инструменты - Бен Мондер — гитара - Джейсон Линднер — фортепиано, орган, клавишные | Техники - Тони Висконти — продюсирование, струнные, звукорежиссёр, микширование - Джо Лапорта — мастеринг - Кевин Киллен — звукорежиссёр - Эрвин Тонкон — ассистент звукорежиссёра - Джо Висциано — ассистент звукорежиссёра - Кабир Хернон — ассистент звукорежиссёра - Том Элмхирст — микширование |

## Чарты
Сингл «Lazarus» дебютировал на позиции № 40 в американском хит-параде Billboard Hot 100 в неделю смерти Боуи и стал первым его хитом попавшим в top-40 за более чем 28 лет. Последний раз он был там 26 сентября 1987 года, когда на позиции № 28 находился его хит «Never Let Me Down». «Lazarus» стал 14-м хитом Боуи в top-40 Hot 100, а первым был «Space Oddity» (№ 15 в 1973 году). Из этих 14 top-40 хитов, шесть вошли в десятку лучших в США (top-10), в том числе два стали чарттопперами: to No. 1: «Fame» (две недели № 1 в 1975) и «Let’s Dance» (одна неделя № 1 в 1983 году).

### Еженедельные чарты
| Чарт (2015—2016)                               | Высшая позиция |
| ---------------------------------------------- | -------------- |
| Австралия (ARIA)                               | 72             |
| Австрия (Ö3 Austria Top 40)                    | 38             |
| Бельгия/Фландрия (Ultratop 50)                 | 10             |
| Бельгия/Валлония (Ultratop 50)                 | 45             |
| Канада (Billboard Canadian Hot 100)            | 14             |
| Финляндия (Latauslista Download)               | 22             |
| Франция (SNEP)                                 | 35             |
| Германия (Official German Charts)              | 77             |
| Венгрия (Single Top 40)                        | 8              |
| Ирландия (IRMA)                                | 48             |
| Израиль (Media Forest)                         | 10             |
| Италия (FIMI)                                  | 23             |
| Япония (Billboard Japan Hot 100)               | 89             |
| Мексика (Billboard)                            | 35             |
| Нидерланды (Single Top 100)                    | 32             |
| Новая Зеландия Heatseekers (Recorded Music NZ) | 9              |
| Польша (LP3)                                   | 1              |
| Португалия (Hung Medien)                       | 13             |
| Испания (PROMUSICAE)                           | 49             |
| Швеция (Sverigetopplistan)                     | 42             |
| Швейцария (Schweizer Hitparade)                | 16             |
| Великобритания (OCC UK Singles)                | 45             |
| США (Billboard Hot 100                         | 40             |
| США (Billboard Hot Rock & Alternative Songs)   | 3              |
| США (Billboard Adult Alternative Songs)        | 17             |

## История релиза
| Регион | Дата            | Формат                 | Лейбл        |
| ------ | --------------- | ---------------------- | ------------ |
| Мир    | 17 декабря 2015 | Digital download       | ISO Columbia |
| Италия | 18 декабря 2015 | Contemporary hit radio | Columbia     |